# Afterglow
Afterglow és una pel·lícula estatunidenca dirigida per Alan Rudolph, estrenada l'any 1997. Ha estat doblada al català.

## Argument
A Mont-real, l'arribista Jeffrey Byron (Jonny Lee Miller) és a punt de tancar un altre lucratiu negoci. Encara que és jove, té un agut olfacte comercial. Els seus quantiosos guanys els dedica a satisfer la seva màxima passió: ell mateix. A la seva esposa Marianne (Lara Flynn Boyle) li disgusta el seu excessiu lliurament al treball i se sent frustrada per no poder satisfer el seu desig de ser mare. A l'altre costat de la ciutat, viu Lucky "manetes" Mann (Nick Nolte), un contractista d'obres i reparacions, que està casat amb Phyllis (Julie Christie), una ex-actriu de pel·lícules de sèrie B. Quan Marianne contracta a Lucky perquè renovi el seu apartament, la vida dels quatre donarà un gir inesperat.

## Repartiment
- Nick Nolte: Lucky Mann
- Julie Christie: Phyllis Mann
- Lara Flynn Boyle: Marianne Byron
- Jonny Lee Miller: Jeffrey Byron
- Jay Underwood: Donald Duncan
- Yves Corbeil: Bernard Ornay
- Michèle-Barbara Pelletier: Isabel Marino
- França Castel: Gloria Marino
- Ellen David: Judy
- Don Jordan: Conserge de Byron
- David Francis: Maitre d'hotel de Falco
- John Dunn-Hill

## Rebuda
Premis
- 1997: Nominada a l'Oscar a la millor actriu (Julie Christie)
- 1997: Cercle de Crítics de Nova York: Millor actriu (Julie Christie)
- 1997: Premis Independent Spirit: Millor actriu (Julie Christie)
- 1997: Festival de Sant Sebastià: Conquilla de Plata a la millor actriu (Christie)

Crítica
- "Elegant comèdia" Javier Angulo: Cinemanía
- "Interessant comèdia (...) atractiva radiografia de la guerra de sexes"[3]